# Entronque de Herradura
Entronque de Herradura é uma cidade do oeste de Cuba, província de Piñar del Rio.